# Meshell Ndegeocello
Meshell Ndegeocello (Nyugat-Berlin, 1968. augusztus 29. –) amerikai énekesnő, dalszerző. Ndegeocello Michelle Lynn Johnson néven született Nyugat-Berlinben, ahol apja, Jacques Johnson az amerikai hadsereg törzsőrmestere (és szaxofonos) volt, édesanyja pedig  ugyanott egészségügyi dolgozó volt. Ndegeocello felvette a azt vezetéknevet, ami szuahéliül azt jelenti, hogy „szabad madár”. Karrierje során néhányszor változott a neve a lemezkiadók kezében − művésznevének helyes írásmódja 2001-től Meshell Ndegeocello.
Tizenháromszor jelölték Ndegeocello-t Grammy-díjra, amit háromszor el is nyert.

## Pályafutása
Washington D.C.-ben nőtt fel. Tinédzserként vette fel a Ndegeocello nevet. Nina Simone és Miles Davis csodálójaként újraélesztette a soul-zenét, amit ötvözvózött funkkal, hiphoppal, reggae-vel, rockkal és a dzsesszel. 
Az 1990-es években Lilith Fairrel turnézott, és „kétnemű” külsőt öltött.
Zenéje számos filmben szerepelt: How Stella Got Her Groove Back, Lost & Delirious, Batman & Robin, Love Jones, Love & Basketball, Talk to Me, Tyler Perry's Daddy's Little Girls, The Best Man, Higher Learning, Down in the Delta, The Hurricane, Noah's Arc: Jumping the Broom, Soul Men, and Biker Boyz. Legújabb filmjéhez való hozzájárulása a „My Soul Don't Dream” című dal ének- és basszusgitáros előadása Keb’ Mo’ énekes-gitárossal. 
Olyan albumokon is közreműködik, mint a Basement Jaxx, az Indigo Girls és a The Blind Boys of Alabama, valamint vokalistaként Madonna „Bedtime Stories” című albumán,  basszusgitárosként a The Rolling Stones „Bridges to Babylon” című albumán. Legnagyobb slágere Van Morrison „Wild Night” című dalának feldolgozása, amelyet John Mellencamp-pel közösen énekelnek.
„Tie One On” című dalát 2010. február 23-án a Starbucks iTunes heti kedvencévé választották. Ndegeocello biszexuális. Fényre ézékeny epilepsziában szenved, ezért nem tolerálja a vakuk használatát fellépésein.

## Albumok
- 1993: Plantation Lullabies
- 1996: Peace Beyond Passion
- 1999: Bitter
- 2002: Cookie: The Anthropological Mixtape
- 2003: Comfort Woman
- 2005: The Spirit Music Jamia: Dance Of The Infidel Shanachie
- 2006: The Article 3 (EP)
- 2007: The World Has Made Me The Man Of My Dreams
- 2009: Devil's Halo
- 2011: Weather
- 2012: Pour une âme souveraine − A Dedication to Nina Simone
- 2014: Comet, Come to Me
- 2018: Ventriloquism
- 2023: The Omnichord Real Book
- 2024: No More Water: The Gospel of James Baldwin

## Díjak
- 1994: Billboard Music Video Awards
- 1997: Leviticus: Faggot
- 2021, 2024, 2025: Grammy-díj